# Idiogram
Een idiogram is een grafische en gestileerde representatie van de chromosomen van een organisme. De oorsprong van dergelijke schema's zijn de lichte en donkere bandpatronen die chromosomen onder de microscoop vertonen wanneer ze met een bepaalde merkstof worden gekleurd. Een bandenpatroon is specifiek voor elk chromosomenpaar en kan, met een geoefend oog, worden gebruikt om chromosomen onder de microscoop te herkennen. Deze techniek wordt bovendien in klinisch-genetische laboratoria gebruikt om deleties, duplicaties en translocaties in het genoom van een patiënt op te sporen. 
Het werkelijke beeld dat men onder de microscoop te zien krijgt noemt men het karyotype. Hierop staan van elk chromosoom de twee exemplaren afgebeeld, voor zover men te maken heeft met een genoom waar geen chromosomale aberraties in voorkomen. Bij een man ziet men bovendien maar één exemplaar van het X-chromosoom, aangezien het tweede geslachtschromosoom bij de man Y is. De gestileerde abstractie van de chromosomen noemt men het idiogram, waarop gewoonlijk van elk chromosoom slechts een exemplaar staat afgebeeld. 
De verschillende banden die op elk chromosoom onderscheiden kunnen worden, volgen een vaste nomenclatuur. Dankzij deze universele naamgeving, de International System for Human Cytogenetic Nomenclature (ISCN), is het mogelijk om chromosomale afwijkingen op een uniforme manier te beschrijven in klinische rapporten en biomedische publicaties. Zo wordt het telomeer op de korte arm van het menselijke chromosoom 4 aangeduid met 4p16.3 wanneer men met een hoge resolutie naar het chromosoom kijkt, of met 4p16 wanneer men het bandenpatroon met minder detail beschrijft. 